# Nyctipalerus lynceus
Nyctipalerus lynceus är en insektsart som beskrevs av Bliven 1955. Nyctipalerus lynceus ingår i släktet Nyctipalerus och familjen rundbladloppor. Inga underarter finns listade i Catalogue of Life.